# Fox Kids
Fox Kids (первоначально известен как Fox Children’s Network, а позже — Fox Kids Network) — американский программный блок для детской аудитории и бренд ряда международных детских телеканалов. Первоначально это был совместный бренд Fox Broadcasting Company (FOX) и его дочерних станций, позднее он стал собственностью Fox Kids Worldwide Inc. (в 1996—2001 годах), затем Fox Television Entertainment (с 2001 года).
Fox Kids возник как программный блок, который транслировался на Fox Network с 8 сентября 1990 года по 7 сентября 2002 года. Блок транслировался по утрам в субботу на протяжении всего его существования, а дополнительный блок с понедельника по пятницу днем выходил в эфир до января 2002 года. Fox Kids — единственная форма дневного телевизионного программирования, за исключением спорта, передаваемого по сети Fox на сегодняшний день. После того, как News Corporation продала Fox Kids Worldwide компании The Walt Disney Company в июле 2001 года, Fox поставил оставшийся субботний утренний слот для участия в торгах с победой 4Kids Entertainment и гарантировал права на программирование этого периода. Блок Fox Kids продолжал транслироваться в повторах до 7 сентября 2002 года и был заменен на следующей неделе (14 сентября) программой FoxBox, запрограммированной в 4Kids TV.
Первый телеканал под брендом «Fox Kids» появился 1 октября 1995 года в сети оператора Foxtel в Австралии. Начиная с 2004 года, телеканалы Fox Kids постепенно перезапускались под брендом Jetix, ввиду приобретения The Walt Disney Company компании «Fox Kids Worldwide».

## История
Согласно книге Джеймса Б. Стюарта «DisneyWar», история Fox Kids переплетается с историей синдицированного детского программного блока «The Disney Afternoon». «Утиные истории», мультсериал, который служил стартовой площадкой для «The Disney Afternoon» и впервые вышел в эфир в сентябре 1987 года, транслировался на принадлежащих и управляемых станциях FOX, а также на разных рынках Форекс. Возможно, это связано с тем, что главный операционный директор Walt Disney в то время Майкл Эйснер и его коллега тогдашнего FOX Барри Диллер работали вместе в ABC и Paramount Pictures.
В 1988 году Disney приобрел независимую телевизионную станцию KHJ-TV в Лос-Анджелесе, позже изменив свои призывные письма в KCAL-TV. Новые владельцы станции хотели, чтобы мультсериал «Утиные истории» транслировали на KCAL, эффективно используя права местного телевидения на мультсериал вдали от принадлежащего FOX «KTTV». Разъяренный в связи с нарушением контракта, Диллер убрал мультсериал из сетки всех других принадлежащих компании «FOX» станций и осенью 1989 года Диллер также призвал филиалы сети сделать то же самое, хотя большинство из них изначально не было. По мере того, как Disney продвигался вперед в разработке The Disney Afternoon, FOX (чей график в то время был ограничен программированием в основное время в субботу и воскресенье) начал процесс создания собственной детской программной линейки.
Fox Kids был запущен 8 сентября 1990 года под названием Fox Children’s Network, совместного предприятия Fox Broadcasting Company и его филиалов. Первоначально возглавляемый президентом дивизии Маргарет Лёш, его программирование транслировалось 30 минут в день в понедельник по пятницам и 3 часа в субботу утром.
В сентябре 1991 года блок был переименован в Fox Kids Network, его программирование расширялось до 90 минут в будние дни и 4 часа в субботу утром. В будние дни выпуск блока увеличился до 2½ часов в следующем году. С 1992 по 1998 год Fox Kids выпускал «The Fox Kids T.V. Takeover», специальный блок программирования в День благодарения, который вошел в покрытие сети «Fox NFL».

### Планирование
К 1993 году Fox Kids увеличил свой график до 3 часов в понедельник по пятницам, демонстрируя обычно с 2:00 вечера. до 5:00 вечера по местному времени (сделав Fox первой сетью для эфирного программирования в 16:00 с 1986 года) и 4 часа по субботам с 8:00 до полудня по восточному и тихоокеанскому времени (с 7:00 до 11: 00 утра Центральной и Горы). Многие станции разделяли программирование в будние дни в одночасовом блоке по утрам и двухчасовом блоке во второй половине дня (хотя это немного варьировалось на некоторых рынках), когда сетевые программы переплетались с группами синдицированных детей. Другие станции транслировали все три часа вместе в день из-за их перевозки местных утренних выпусков новостей и / или синдицированных ток-шоу; станции, которые транслировали такое программирование в этом случае, бросили детские программы, приобретенные на рынке синдикации, переместив их на другие «независимые» станции. Очень немногие станции FOX вышли в эфир все три часа буднего блока утром.

#### Неоднозначность вещания
Когда запустили Fox Kids, практически все принадлежащие FOX и станции и филиалы несли блок, причем некоторые отказывались его переносить. Первой станцией FOX, которая отказалась от этого блока, была компания WSVN в Майами, первая станция сети, поддерживающая формат, насыщенный новостями, (в 1993 году станция была филиалом FOX с января 1989 года в результате покупки NBC и перевода своего программирования на длительный срок CBS филиал WTVJ в трехместном владении и членском обмене на рынке Майами).
В следующем году, в мае 1994 года, FOX подписала соглашение о присоединении нескольких станций с New World Communications для переключения филиалов компании CBS, ABC и NBC в сеть в период с сентября 1994 года по июль 1995 года, чтобы улучшить свой филиал охват на определенных рынках после того, как Национальная футбольная лига (НФЛ) присудила сети контракт на телевизионный пакет Национальной футбольной конференции. Многие из станций, принадлежащих New World (которые позже слились с тогдашней материнской компанией FOX News Corporation в июле 1996 года), отказались нести блок для распространения синдицированных программ, направленных на более старую аудиторию или местные выпуски новостей. В некоторых городах с независимой станцией или начиная с запуска этих сетей в январе 1995 года филиалы UPN и The WB, Fox заключили контракт с блоком Fox Kids на одну из этих станций, если станция, принадлежащая Fox, партнер решил не носить его. В некоторых случаях Fox Kids будет переноситься на ту же станцию, что и один из двух конкурирующих детских блоков, «Kids' WB» (The WB) и «UPN Kids UP» (последний был заменен в 1999 году блоком «Disney’s One Too»).
В период с 1995 года по начало 1996 года FOX приобрел три бывшие связанные с ABS станции (WHBQ-TV / Memphis, KTVI / St. Louis и WGHP / High Point). Между тем, SF Broadcasting (совместное предприятие Savoy Pictures и Fox) приобрела три бывших филиала NBC и один филиал ABC в течение лета 1994 года (которые позже были проданы Emmis Communications в 1996 году). Эти все станции транслировали ранние вечерние местные выпуски новостей, но хотели продолжить запуск общего развлекательного синдицированного программирования, чтобы привести в свои новостные программы вместо мультфильмов; эти станции решили запустить Fox Kids на час раньше, с 1:00 до 4:00 вечера.
Большая часть раннего программирования линейки Fox Kids была выпущена кинокомпанией Warner Bros. Animation. Две из самых популярных программ Fox Kids, Озорные анимашки (после горячего спора с Fox после того, как он уступил временному слоту программы, чтобы транслировать «Могучих рейнджеров», который стал одним из самых рейтинговых телесериалов блока, когда он дебютировал в 1993 году) и «Бэтмен», перешли в The WB после того, как сеть была запущена в январе 1995 года. Оба мультсериала послужили основой для нового детского блока The WB — «Kids' WB», когда он был запущен в сентябре того же года (Приключения мультяшек, еще один ранний мультсериал Fox Kids, который выпускал Warner Bros., также транслировался на Kids' WB в ходе повторных запусков, уже закончила свою работу).
В 1996 году «Saban Entertainment» приобрела 50 % акций Fox Kids, чтобы сформировать Fox Kids Worldwide Inc. (позже — Fox Family Worldwide). Некоторые из программ Fox Kids также транслировались на «Fox Family Channel» (позже известнен как «ABC Family», ныне «Freeform») после того, как News Corporation и Saban приобрели сеть из International Family Entertainment в 1997 году.
В 1998 году FOX выкупила интерес своих дочерних компаний к Fox Kids в рамках сделки, направленной на оплату пакета NFL в сети. Дневной блок Fox Kids был сокращен до двух часов, и в попытке помочь его филиалам выполнить недавно внедренные мандаты в области образования, определенные в Законе о детском телевидении, в состав были добавлены повторы предыдущих серий мультсериала «Волшебный школьный автобус» производства PBS. В 2000 году аффилированным лицам была предоставлена возможность включать блок на час раньше до эфира с 2:00 до 4:00 вечера вместо с 3:00 до 5:00. На шести или около того рынках, где филиал FOX был связан с Fox Kids, в раннем вечернем выпуске новостей в 5:00 вечера (например, Сент-Луис и Новый Орлеан), станция уже работала над блоком в час раньше, чем в 1996 году. Некоторые филиалы (например, WLUK-TV) могли бы задерживать блок в эфире с 10:00 до 13:00, один из самых низких по времени периодов времени на американском телевидении (и когда практически все дети в возрасте 5 лет и старших школьников). Некоторые из них просто передали мультсериал в таком классовом слоте, как акт злонамеренного соблюдения Закона о детском телевидении.

### Закрытие Fox Kids
К 2001 году члены партнерского совета FOX полагали, что они находятся на гораздо более равномерной основе с сетями «Big Three» и хотят вернуть время, выделенное блокам программирования Fox Kids, своим собственным программам. По утрам в субботу, долгое время единственная провинция детских программ, стала обязательством, так как другие сети начали распространять будние утренние программы новостей по выходным.
Fox Kids, который был самым популярным детским программным блоком среди основных сетей с 1992 года, был обогнутым блоком «Kids WB» по рейтингам два года назад с более сильным блоком анимации, поддерживаемым Warner Bros., который включал такие мультсериалы, как «Покемон» и «Yu-Gi-Oh!». ABC и UPN транслировали в основном комедийные мультфильмы, за исключением комедийных телесериалов, ориентированных на живое поведение — «Лиззи Магуайер» и «Зажигай со Стивенсами» (оба появились на Disney Channel в рамках того, что будет постепенным поглощением утром по субботам в линейке программ кабельного телеканала ABC), в то время как CBS транслировало программы для дошкольников от «Nick Jr.», и NBC транслировал блок TNBC, который содержал ситкомы для подростков (позже их заменили в следующем году на совместный программный блок «E/I» и «Discovery Kids»), разбивая аудиторию. Дополнительный фактор агрессивного графика Nickelodeon, который изгнал все широковещательные сети среди детей по утрам в субботу, оставил Fox Kids позади, и программисты не смогли найти путь, чтобы догнать и выделиться в этом многолюдном поле. Руководство Fox Family, несмотря на хорошие отзывы и падения рейтинга на 35 %, приняли решение, что Fox Kids Worldwide и Fox Family Worldwide (наряду с Saban Entertainment) были проданы The Walt Disney Company в 2001 году.
После того, как Fox Family Worldwide был продана The Walt Disney Company в июле 2001 года, Fox Kids был помещена под надзором Fox Television Entertainment и перенёс свои программные операции в штаб-квартиру Fox на студии 20th Century Fox, когда Fox прекратил производство дневного детского программирования, отдав время назад своим филиалам. FOX поставил свой детский блок программирования для участия в торгах, а 4Kids Entertainment, затем продюсеры английского дублика Pokémon, купили оставшийся четырехчасовое субботнее время. Fox Kids держал субботнее утреннее расписание до 7 сентября 2002 года, за неделю до того, как оно было отдано компании 4Kids Entertainment.
14 сентября 2002 года Fox Kids был заменен блоком «FoxBox» от 4Kids Entertainment. Блок, переименованный в 4Kids TV в начале 2005 года, продлился до 27 декабря 2008 года, после чего детский блок ушёл с эфира FOX. Только в 2014 году FOX вернулся к детскому контенту с запуском детского блока под названием «Xploration Station», который производится «Steve Rotfeld Productions».
В то время, как Fox Kids прекратил свое существование на широковещательном телевидении в США, Disney учредил двухчасовую линейку на недавно приобретенном кабельном телеканале «ABC Family», блок в эфире которого назывался «ABC Family Action Block», который был запрограммирован аналогично Fox Kids и транслировал программы Fox Kids. На международном уровне Disney временно сохранил бренд «Fox Kids» для международных телеканалов в Австралии, Европе, Израиле и Латинской Америке, приобретенных благодаря покупке «Fox Kids Worldwide» (позже переименован «ABC Family Worldwide» после завершения продажи). В 2004 году Disney начал ребрендинг своих блоков «Fox Kids» в «Jetix». Новое название было впервые использовано в США в утреннем блоке телеканала «ABC Family» и новой линейке в прайм-тайм на «Toon Disney».

## Список версий

### Европа и Ближний Восток
В Европе и на Ближнем Востоке телеканалы управлялись британским подразделением Fox Kids Europe (ныне Jetix Europe).
| Телеканал            | Дата начала вещания | Дата ребрендинга в Jetix | Страна                                                                                          |
| Основные телеканалы  | Основные телеканалы | Основные телеканалы      | Основные телеканалы                                                                             |
| -------------------- | ------------------- | ------------------------ | ----------------------------------------------------------------------------------------------- |
| Fox Kids UK          | 19 октября 1996     | 1 января 2005            | Великобритания и Ирландия                                                                       |
| Fox Kids Netherlands | 2 августа 1997      | 13 февраля 2005          | Нидерланды и Бельгия                                                                            |
| Fox Kids France      | 15 ноября 1997      | 28 августа 2004          | Франция                                                                                         |
| Fox Kids Scandinavia | апрель 1998         | октябрь 2004             | Дания, Норвегия, Швеция и Финляндия                                                             |
| Fox Kids Poland      | 18 апреля 1998      | 1 января 2005            | Польша                                                                                          |
| Fox Kids CEE         | 1 апреля 1999       | 1 января 2005            | США, СНГ, Прибалтика, Молдова, Грузия, Украина, Центральная и Восточная Европа. Всего 19 стран. |
| Fox Kids Italy       | 1 апреля 2000       | 1 марта 2005             | Италия                                                                                          |
| Fox Kids ME          | апрель 2000         | январь 2005              | Турция и Ближний Восток                                                                         |
| Fox Kids Germany     | 1 октября 2000      | 10 июня 2005             | Германия                                                                                        |
| Fox Kids CE          | сентябрь 2000       | 1 января 2005            | Венгрия, Чехия, Словакия                                                                        |
| Fox Kids Israel      | февраль 2001        | март 2005                | Израиль                                                                                         |
| Fox Kids Greece      | октябрь 2001        | январь 2005              | Греция                                                                                          |

## Список программ

### 1990
- Нападение помидоров-убийц
- Мир Бобби
- Весёлый Дом
- Питер Пэн и пираты
- Piggsburg Pigs![англ.]
- Том и Джерри в детстве

### 1991
- Битлджус (мультсериал)
- Bill and Ted’s Excellent Adventures
- Little Dracula
- Little Shop
- Болотная Тварь
- Тасманский дьявол (Looney Tunes)
- Пираты тёмной воды

### 1992
- Бэтмен (мультсериал, 1992)
- Город собак
- Кот Ик
- Приключения Конана-варвара
- Супер Дэйв: Сорвиголова по найму
- Tiny Toon Adventures
- Люди Икс (мультсериал, 1992)

### 1993
- Озорные анимашки (мультсериал)
- Детектив Друпи
- Incredible Crash Dummies
- Могучие Рейнджеры (Сезон 1)
- The Terrible Thunderlizards

### 1994
- The Fox Cubhouse
- Jim Henson’s Animal Show with Stinky & Jake
- Johnson and Friends
- Rimba’s Island
- Britt Allcroft’s Magic Adventures of Mumfie
- Budgie the Little Helicopter
- Человек-паук (мультсериал, 1994)
- Кот-ик
- Тик-герой
- Жизнь с Луи
- Серебряный Сёрфер (мультсериал)
- Могучие Рейнджеры (Сезон 2)
- Where on Earth Is Carmen Sandiego?
- Красная Планета

### 1995
- Кот Ик
- Masked Rider
- Могучие Рейнджеры (Сезон 3)
- Мурашки

### 1996
- Битлборги
- Casper
- C Bear and Jamal
- Mighty Morphin Alien Rangers (мини-сериал)
- Могучие Рейнджеры Зео
- Зигфрид и Рой: Мастера Невозможного
- Приключения полевого мышонка

### 1997
- The Adventures of Sam & Max: Freelance Police
- Beetleborgs Metallix
- Chimp Lips Theatre
- Мистический городок Эйри в Индиане
- Черепашки Мутанты Ниндзя: Следующая мутация (телесериал)
- Могучие Рейнджеры Турбо
- Round the Twist
- Space Goofs
- Stickin' Around

### 1998
- Eerie, Indiana: The Other Dimension
- Годзилла
- Бешеный Джек Пират
- Волшебный школьный автобус
- Mowgli: The New Adventures of the Jungle Book
- The Mystic Knights of Tir Na Nog
- Ned’s Newt
- Могучие Рейнджеры в Космосе
- Секретные материалы псов-шпионов
- Серебряный Сёрфер
- Toonsylvania
- Молодой Геркулес
- The Mr. Potato Head Show

### 1999
- Мстители: Всегда вместе
- Big Guy and Rusty the Boy Robot
- Приключения Дигимонов
- Магия
- Автогонщики Наскар
- The New Woody Woodpecker Show
- Огги и тараканы
- Могучие Рейнджеры Потерянная Галактика
- Непобедимый Человек-паук
- Трансформеры: Звериные Войны
- Трансформеры: Зверороботы
- Кибер 9: Новый рассвет
- Big Wolf on Campus
- Детки из класса 402

### 2000
- Action Man (телесериал)
- Cybersix
- Digimon: Digital Monsters (Season 2)
- Dinozaurs
- Escaflowne
- Flint the Time Detective (аниме)
- Kong (мультсериал)
- Monster Rancher (аниме)
- Могучие Рейнджеры: Успеть на помощь
- Real Scary Stories
- Shinzo

### 2001
- Alienators: Evolution Continues
- Приключения Дигимонов (Сезон 3)
- Los Luchadores
- Medabots
- Mon Colle Knights
- Moolah Beach
- Могучие Рейнджеры Патруль Времени
- The Ripping Friends
- Transformers: Robots In Disguise
- Тоталли Спайс (1 сезон)
- Что с Энди? (1 сезон)
- Могучие Рейнджеры: Дикий Мир

### В США и странах СНГ
- Детки из класса 402
- Тик-герой
- Мир Бобби
- Тутенштейн
- Уолтер Мелон
- Кот Ик
- Бешеный Джек Пират
- Что с Энди?
- Вуншпунш
- Джим Баттон
- Человек-паук
- Железный Человек
- Люди Икс
- Инспектор Гаджет
- Денис-непоседа
- Принцесса Сисси
- Гаджет и гаджетины
- Тоталли Спайс
- Непобедимый Человек-паук
- Жизнь с Луи
- Хитклифф
- Оливер Твист
- Свин Сити
- Секретные материалы псов-шпионов
- Приключения полевого мышонка
- Наездник в маске
- Семья почемучек
- Принцесса Тенко и хранители магии
- Битлборги
- Мистический городок Эйри в Индиане
- Шкодливый пес
- Фантастическая четвёрка
- Ползучее войско
- Дьяволик (мультсериал)
- Питер Пэн и пираты
- Таракан-робот
- Пиноккио
- Космические агенты
- Мурашки
- Ферма чудища
- Автогонщики NASCAR
- Невероятный Халк (мультсериал, 1996)
- Приключения Питера Пэна
- Лили в Клубничном мире (Нос пуговкой)
- Приключения русалочки Марины
- Джин-Джин из страны Пандаленд
- Легенда о насекомом: Пчелка Хатч
- Семейка Аддамс
- Соник Икс

## Одноимённый блок в Финляндии
Несмотря на то, что в большинстве стран мира Fox Kids прекратил существование, в Финляндии бренд возродился как программный блок для детей на канале Fox. Первоначально он использовал глобальный логотип Fox Kids времён существования оригинального канала, но позже он был заменён другим логотипом. В блоке также присутствуют мультсериалы производства Cartoon Network и Nickelodeon. Блок был закрыт в начале 2019 года.